# NGC 7533
NGC 7533 is een spiraalvormig sterrenstelsel in het sterrenbeeld Vissen. Het hemelobject werd op 5 oktober 1864 ontdekt door de Duitse astronoom Albert Marth.

## Synoniemen
- ZWG 380.13
- NPM1G -02.0507
- PGC 70778